# Aprendiz Universitário
Aprendiz Universitário, também conhecido como Aprendiz 7, foi a sétima temporada do reality show O Aprendiz, produzida e exibida no Brasil pela Rede Record. O programa foi anunciado na final de Aprendiz 6 - Universitário, em 28 de maio de 2009, tendo sua estreia em 15 de abril de 2010 e final em 8 de junho do mesmo ano.
Com a saída de Roberto Justus para o SBT em 2009, o empresário João Doria Júnior assumiu o posto de apresentador do programa, que seguiu o formato da edição anterior com estudantes universitários disputando o prêmio principal. O programa abandonou também a numeração que as temporadas antigas seguiam.
Nesta temporada, o número de inscrições bateu o recorde da atração, com mais de 125 mil concorrentes às 16 vagas finais. O prêmio da vencedora, a estudante de direito Samara Schuch Bueno, foi um milhão de reais em dinheiro e uma vaga de emprego na área de produção de eventos no Grupo Doria Associados. Samara ainda ganhou um carro Fiat Palio Adventure Locker e viagens internacionais. Além de Samara, Doria também contratou as candidatas Gabriela Gaspari da Costa, Nathália Régia Tiburtino da Silva, Alessandra Silveira Silva e Natália Bueno Amador Nohra após o término da atração.
A maior audiência da atração foi registrada no dia 1 de junho, quando o programa conseguiu onze pontos de média e a vice-liderança isolada, além de 22 minutos na liderança.
Em 2013, o candidato Rodrigo Solano Santos foi convidado para participar de Aprendiz - O Retorno, compondo o elenco com outros participantes de temporadas diversas. Ele conquistou o terceiro lugar na disputa.

## Mudanças de formato
- Os novos conselheiros do reality show foram a empresária Cristiana Arcangeli (empresária de cosmética e produtora de eventos de moda) e o consultor David Barioni Neto (presidente do Grupo Facilty e ex-presidente da companhia aérea TAM).
- Em cada tarefa, o líder da equipe deveria escolher um vice-líder, que atuaria como seu "braço direito" e teria mais responsabilidade que os demais membros.

## Candidatos
Os 16 participantes do programa foram anunciados oficialmente no dia 6 de abril de 2010. Os nomes das equipes, Avant e Up, foram definidos pela produção. Doria solicitou que as mulheres escolhessem um par masculino para dividir as equipes.
O histórico corporativo da temporada teve como resultado final uma vantagem de 7–6 da Up sobre a Avant. A vencedora Samara Schuch Bueno terminou o processo seletivo com o mesmo histórico de 7–6 e o recorde de liderança de 3–1. Rodrigo Solano Santos, demitido no episódio final, teve o histórico de equipe de 9–4 e 1–1 de recorde como líder.
| Candidato (a)                     | Ocupação                                             | Equipe original | Idade | Origem                | Resultado                                     |
| --------------------------------- | ---------------------------------------------------- | --------------- | ----- | --------------------- | --------------------------------------------- |
| Samara Schuch Bueno               | Estagiária de escritório de advocacia                | Up              | 21    | Rio Grande            | Contratada (8 de junho de 2010)               |
| Rodrigo Solano Santos             | Consultor de vendas                                  | Avant           | 20    | Recife                | Finalista (8 de junho de 2010)                |
| Gabriela Gaspari da Costa         | Auxiliar financeira                                  | Up              | 22    | São João da Boa Vista | Demitida no episódio 14 (1 de junho de 2010)  |
| Caio Delforno de Carvalho         | Gerente de relações institucionais de empresa júnior | Up              | 20    | Itatiba               | Demitido no episódio 13 (27 de maio de 2010)  |
| Ramon Ronê Duarte de Carvalho     | Presidente de empresa júnior de engenharia           | Avant           | 20    | Rio de Janeiro        | Demitido no episódio 12 (25 de maio de 2010)  |
| Nathália Régia Tiburtino da Silva | Estagiária em assessoria de imprensa                 | Avant           | 20    | São Paulo             | Demitida no episódio 11 (20 de maio de 2010)  |
| Alessandra Silveira Silva         | Gerente de negócios                                  | Up              | 22    | Belo Horizonte        | Demitida no episódio 10 (18 de maio de 2010)  |
| Danny Jozsef                      | Gerente de recursos humanos de empresa júnior        | Up              | 18    | São Paulo             | Demitido no episódio 9 (13 de maio de 2010)   |
| Rodrigo Neujahr Spohr             | Voluntário na área de relações externas              | Up              | 22    | Porto Alegre          | Demitido no episódio 8 (11 de maio de 2010)   |
| Aimée Isabella de Souza Mendes    | Voluntária na área de educação para sustentabilidade | Avant           | 19    | Curitiba              | Demitida no episódio 7 (4 de maio de 2010)    |
| Conrado Almeida de Alcântara      | Monitor de informática                               | Up              | 24    | Mogi Guaçu            | Demitido no episódio 5 (29 de abril de 2010)  |
| Natália Bueno Amador Nohra        | Autônoma em eventos, publicidade e moda              | Avant           | 22    | São Paulo             | Demitida no episódio 4 (27 de abril de 2010)  |
| Pan Chenxiang                     | Estagiário de supervisão de engenharia elétrica      | Avant           | 21    | Wenzhou               | Demitido no episódio 3 (22 de abril de 2010)  |
| Marília Cristina Bonízio          | Analista de suporte                                  | Avant           | 25    | Ribeirão Preto        | Demitida no episódio 2¹ (20 de abril de 2010) |
| Ailton Alves Pereira Junior       | Palestrante                                          | Avant           | 27    | Aracaju               | Demitido no episódio 2¹ (20 de abril de 2010) |
| Renata de Oliveira Bacha          | Estagiária de direção de arte                        | Up              | 20    | Belo Horizonte        | Demitida no episódio 1 (15 de abril de 2010)  |

Nota 1: Doria demitiu dois candidatos no episódio 2. Ailton foi demitido primeiro.

## Episódios

### Episódio 1 (15-04-2010)
- Objetivo da tarefa: Promover a Universal Studios através de quiosques em shoppings de São Paulo.[9]
- Líder do grupo Avant: Pan
  - Vice-líder do grupo Avant: Marília
- Líder do grupo Up: Renata
  - Vice-líder do grupo Up: Caio
- Grupo vencedor: Avant
  - Prêmio: Viagem para Orlando, nos Estados Unidos.[9]
- Grupo perdedor: Up
  - Motivo da derrota: A promoção realizada não manteve o foco no personagem Harry Potter, solicitação feita pelo cliente durante o briefing.[9]
  - Indicados para a Sala de Reunião: Todo o grupo, por decisão de Doria, retornou para a Sala de Reunião.
- Demitida: Renata, por falta de garra, iniciativa e má liderança.[9]
- Observações:
  - Renata e Pan foram escolhidos pessoalmente por Dória para liderarem suas equipes, fato inédito no programa.

### Episódio 2 (20-04-2010)
- Objetivo da tarefa: Divulgar campanha do Corpo de Bombeiros para conscientizar motociclistas sobre o perigo do trânsito de São Paulo.[10]
- Líder do grupo Avant: Marília
  - Vice-líder do grupo Avant: Ramon
- Líder do grupo Up: Caio
  - Vice-líder do grupo Up: Gabriela
- Grupo vencedor: Up
  - Prêmio:  Viagem para Cancún, no México.[10]
- Grupo perdedor: Avant
  - Motivo da derrota: Erros de execução e de identificação do público-alvo.[10]
  - Indicados para a Sala de Reunião: Marília, Ailton e Natália Nohra
- Demitidos: Ailton, por assumir responsabilidades demais e sabotar a liderança de Marília; e Marília, pelo excesso de erros cometidos na tarefa e falta de controle da equipe.[10]
- Observações:
  - Ailton foi o único candidato desta edição que não teve a chance de assumir o cargo de líder.

### Episódio 3 (22-04-2010)
- Reestruturação de equipes: Alessandra, Danny e Rodrigo Spohr migraram para a Avant, e Aimée e Pan foram transferidos para a Up.[11]
- Objetivo da tarefa: Ação promocional para marca de tintas em duas cidades do interior de São Paulo.[11]
- Líder do grupo Avant: Ramon
  - Vice-líder do grupo Avant: Natália Nohra
- Líder do grupo Up: Gabriela
  - Vice-líder do grupo Up: Caio
- Grupo vencedor: Avant
  - Prêmio: Viagem para Miami, nos Estados Unidos.[11]
- Grupo perdedor: Up
  - Motivo da derrota: A equipe não contribuiu com a cidade em que atuou.[11]
  - Indicados para a Sala de Reunião: Gabriela, Caio e Pan
- Demitido: Pan, por ser tímido demais e contribuir pouco na tarefa.[11]
- Observações:
  - Doria solicitou que Ramon e Caio escolhessem suas próprias equipes ao início do episódio, e após isso, os candidatos deveriam decidir se os mesmos liderariam suas respectivas novas equipes. Ramon foi escolhido como líder da Avant, enquanto Gabriela assumiu o posto na Up.
  - Doria não ficou plenamente satisfeito com o resultado da Avant e vetou a participação de Ramon e Natália Nohra na recompensa.[11]

### Episódio 4 (27-04-2010)
- Reestruturação de equipes: Rodrigo Solano foi enviado para a Up, por escolha de Natália Nohra.[12]
- Objetivo da tarefa: Promoção e posicionamento da marca de cafeteira da Nestlé para o dia das mães.[12]
- Líder do grupo Avant: Natália Nohra
  - Vice-líder do grupo Avant: Rodrigo Spohr
- Líder do grupo Up: Samara
  - Vice-líder do grupo Up: Conrado
- Grupo vencedor: Up
  - Prêmio: Viagem à Suíça, com visitas à estação de esqui de Engelberg e à fábrica de chocolates da Nestlé.[12]
- Grupo perdedor: Avant
  - Motivo da derrota: Grande quantidade de erros graves de execução.[12]
  - Indicados para a Sala de Reunião: Natália Nohra, Rodrigo Spohr, Nathália Tiburtino e Ramon
- Demitida: Natália Nohra, por não coordenar a equipe corretamente, se ausentar durante a tarefa e problemas de comunicação.[12]
- Observações:
  - As ideias de Rodrigo Solano para promover a marca foram bem vistas pelos patrocinadores e adotadas pela própria Nestlé. Ele viajou na classe executiva devido ao destaque que teve na tarefa.
  - Doria relatou que o desempenho da Avant nesse episódio foi o pior em toda a temporada.[12]
  - Natália Nohra havia escolhido trazer apenas Rodrigo Spohr e Nathália Tiburtino para a Sala de Reunião, mas os conselheiros solicitaram também a presença de Ramon, que teve problemas ao atender um deficiente físico durante a tarefa.[12]

### Episódio 5 (29-04-2010)
- Objetivo da tarefa: Obter o maior retorno financeiro possível através de serviços de pet shop em São Paulo.[13]
- Líder do grupo Avant: Alessandra
  - Vice-líder do grupo Avant: Danny
- Líder do grupo Up: Conrado
  - Vice-líder do grupo Up: Aimée
- Grupo vencedor: Avant
  - Prêmio: Visita à Rede Record e jantar em restaurante japonês.[13]
- Grupo perdedor: Up
  - Motivo da derrota: Menor resultado financeiro alcançado.[13]
  - Indicados para a Sala de Reunião: Conrado, Aimée e Rodrigo Solano
- Demitido: Conrado, por ser inseguro e indeciso durante a liderança.[13]

### Episódio 6 (04-05-2010)
- Objetivo da tarefa: Ter a melhor pontuação em um quiz de conhecimentos gerais.[14]
- Líder do grupo Avant: Danny
  - Vice-líder do grupo Avant: Nathália Tiburtino
- Líder do grupo Up: Aimée
  - Vice-líder do grupo Up: Rodrigo Solano
- Grupo vencedor: Up
  - Prêmio: Viagem a Manaus para participar de um fórum de responsabilidade Social e conhecer uma tribo indígena.[14]
- Grupo perdedor: Avant
  - Motivo da derrota: Pontuação inferior na etapa final do quiz.[14]
  - Indicados para a Sala de Reunião: Danny, Ramon e Rodrigo Spohr
- Demitido: Ninguém. Como a equipe perdeu por uma pequena diferença na pontuação final, Doria resolveu manter os três candidatos na disputa.[14]
- Observações:
  - Rodrigo Spohr foi trazido para a Sala de Reunião por, alegadamente, evitar a liderança nesta prova.[14]

### Episódio 7 (06-05-2010)
- Objetivo da tarefa: Organização de um passeio para crianças em um zooparque.[15]
- Líder do grupo Avant: Rodrigo Spohr
  - Vice-líder do grupo Avant: Alessandra
- Líder do grupo Up: Rodrigo Solano
  - Vice-líder do grupo Up: Gabriela
- Grupo vencedor: Avant
  - Prêmio: Viagem para Madri, na Espanha.[15]
- Grupo perdedor: Up
  - Motivo da derrota: Pior sinalização dos animais durante a tarefa.[15]
  - Indicados para a Sala de Reunião: Rodrigo Solano, Gabriela e Aimée
- Demitida: Aimée, por ser individualista demais e não saber trabalhar em equipe.[15]

### Episódio 8 (11-05-2010)
- Objetivo da tarefa: Produção de um evento para apresentar as vantagens oferecidas por uma escola de idiomas.[16]
- Líder do grupo Avant: Nathália Tiburtino
  - Vice-líder do grupo Avant: Ramon
- Líder do grupo Up: Caio
  - Vice-líder do grupo Up: Samara
- Grupo vencedor: Up
  - Prêmio: Visita à sede da Microsoft, nos Estados Unidos, e produtos da empresa.[16]
- Grupo perdedor: Avant
  - Motivo da derrota: Apresentação inferior e utilização de ilustrações inadequadas ao contexto.[16]
  - Indicados para a Sala de Reunião: Nathália Tiburtino, Ramon e Rodrigo Spohr (Nathália teria trazido Danny no lugar de Spohr, mas Doria solicitou a presença do mesmo)[16]
- Demitido: Rodrigo Spohr, por apresentar um desempenho mediano ao longo do programa.[16]

### Episódio 9 (13-05-2010)
- Reestruturação de equipes: Após a escolha dos líderes, Doria os trocou de equipe. Gabriela foi para a Avant e Ramon tomou seu lugar na Up.[17]
- Objetivo da tarefa: Demonstrar através de um vídeo as alterações ocorridas na cidade de Belterra, no Pará, após a instalação de uma antena de celular da Vivo.[17]
- Líder do grupo Avant: Gabriela
  - Vice-líder do grupo Avant: Alessandra
- Líder do grupo Up: Ramon
  - Vice-líder do grupo Up: Rodrigo Solano
- Grupo vencedor: Up
  - Prêmio: Viagem ao Rio de Janeiro e presença em camarote da apresentação do cantor Gilberto Gil.[17]
- Grupo perdedor: Avant
  - Motivo da derrota: Falta de algo a ser deixado nas comunidades ribeirinhas que estiveram durante a execução da tarefa.[17]
  - Indicados para a Sala de Reunião: Gabriela, Danny e Alessandra
- Demitido: Danny, por falta de objetividade e espírito de liderança.[17]
- Observações:
  - Doria fez questão de destacar que as duas equipes tiveram um desempenho muito bom na tarefa.[17]
  - Os líderes Ramon e Gabriela não viajaram junto com a equipe e comandaram a tarefa por telefone.[17]

### Episódio 10 (18-05-2010)
- Objetivo da tarefa: Vender o jogo do programa Aprendiz Universitário, criado pela Estrela. Foi disponibilizado um caminhão com 300 unidades do jogo para cada equipe.[18]
- Líder do grupo Avant: Alessandra
  - Vice-líder do grupo Avant: Nathália Tiburtino
- Líder do grupo Up: Samara
  - Vice-líder do grupo Up: Caio
- Grupo vencedor: Up
  - Prêmio: Viagem para Fernando de Noronha.[18]
- Grupo perdedor: Avant
  - Motivo da derrota: Foram vendidas apenas 51 unidades do jogo, contra todas as 300 da equipe adversária. Mesmo com estratégia de venda por um preço maior, a derrota foi por uma grande diferença.[18]
  - Indicadas para a Sala de Reunião: Alessandra, Nathália Tiburtino e Gabriela
- Demitida: Alessandra, por ter definido uma estratégia ruim de vendas e não ter percebido o erro ao longo da tarefa.[18]

### Episódio 11 (20-05-2010)
- Reestruturação de equipes: Samara passou a integrar a equipe Avant.
- Objetivo da tarefa: Desenvolver uma estratégia de divulgação da conta universitária do banco Santander.
- Líder do grupo Avant: Nathália Tiburtino
  - Vice-líder do grupo Avant: Gabriela
- Líder do grupo Up: Rodrigo Solano
  - Vice-líder do grupo Up: Ramon
- Grupo vencedor: Up
  - Prêmio: Viagem à Espanha e bolsas de estudos para cursos de extensão em instituições de ensino, concedidas pelo próprio Santander.
- Grupo perdedor: Avant
  - Motivo da derrota: Erros de concepção e de execução, além de problemas com o briefing.
  - Indicadas para a Sala de Reunião: Nathália Tiburtino, Gabriela e Samara
- Demitida: Nathália Tiburtino, por perda de motivação e por sua fraca liderança.
- Observações:
  - Apesar de terem perdido a tarefa, as integrantes da Avant também tiveram direito a usufruir do prêmio, fato inédito na história do programa.
  - Barioni mencionou que as três candidatas estavam apáticas, chegando a sugerir a demissão das três.

### Episódio 12 (25-05-2010)
- Objetivo da tarefa: Planejar ação de vendas e divulgação da marca de pilhas Duracell em duas redes de supermercado.
- Líder do grupo Avant: Samara
  - Vice-líder do grupo Avant: Gabriela
- Líder do grupo Up: Caio
  - Vice-líder do grupo Up: Rodrigo Solano
- Grupo vencedor: Avant
  - Prêmio: Viagem para a África do Sul.
- Grupo perdedor: Up
  - Motivo da derrota: Falta de cuidado com a marca.
  - Indicados para a Sala de Reunião: Caio, Rodrigo Solano e Ramon
- Demitido: Ramon, por falta de sinceridade na Sala de Reunião.

### Episódio 13 (27-05-2010)
- Reestruturação de equipes: Samara foi transferida para o grupo Up, enquanto Rodrigo Solano passou para o grupo Avant.
- Objetivo da tarefa: Realizar uma ação de ativação de ponto de venda na área de Som e Imagem de duas lojas da rede Magazine Luiza.
- Líder do grupo Avant: Gabriela
  - Vice-líder do grupo Avant: Rodrigo Solano
- Líder do grupo Up: Samara
  - Vice-líder do grupo Up: Caio
- Grupo vencedor: Avant
  - Prêmio: Crédito em dinheiro para compras em lojas de roupas e no Magazine Luiza; estadia no spa InRoom Spa, no próprio Sheraton; jantar no restaurante Clube A, situado no complexo World Trade Center de São Paulo e viagem para Punta del Este, com estadia no renomado hotel Conrad Punta del Este Resort & Casino.
- Grupo perdedor: Up
  - Motivo da derrota: Excesso de confiança na vitória e falta de inovação e criatividade, pois várias ideias já haviam sido utilizadas pelo grupo em outras tarefas, além de terem feito uma ação inferior à outra equipe.
  - Indicados para a Sala de Reunião: Caio e Samara
- Demitido: Caio, por ter um perfil mais agressivo e confiante demais, considerado por Doria como um possível fator desagregador.
- Observações:
  - Samara é a primeira participante na história do programa a assumir a liderança em duas tarefas consecutivas.

### Episódio 14 (01-06-2010)
- Extinção de equipes: Cada candidato passa a competir diretamente contra os outros.
- Objetivo da primeira tarefa: Partir de uma comuna italiana e chegar em menos tempo a uma fábrica de automóveis em Turim, Itália, situada a 315 km da comuna. Os candidatos não poderiam aceitar ajuda financeira, arrumar trabalho, mentir, ganhar dinheiro ou qualquer coisa de graça.
- Vencedora: Samara
  - Prêmio: Viagem para Nova Iorque.
- Perdedores: Gabriela e Rodrigo Solano
  - Motivo da derrota: Gabriela foi desclassificada por mentir e aceitar uma carona, enquanto Rodrigo Solano enfrentou dificuldades de comunicação, por não saber falar italiano nem inglês.
- Objetivo da segunda tarefa: Como perderam a primeira parte da tarefa, Rodrigo Solano e Gabriela, de volta ao Brasil, deveriam elaborar uma apresentação sobre o lançamento de um modelo de carro que eles conheceram na Itália.
  - Indicados para a Sala de Reunião: Gabriela e Rodrigo Solano
- Demitida: Gabriela, por sua atuação fraca na primeira parte da tarefa, agravada pelo fato de ter sido desclassificada.
- Observações:
  - Doria anunciou a recompensa na Sala de Reunião, antes da demissão. O prêmio foi concedido a Samara e também a Rodrigo Solano, pelo fato de serem finalistas do programa.

### Episódio 15 (03-06-2010)
Este episódio foi um especial, em que os 14 aprendizes eliminados até o momento se reencontraram na Sala de Reunião, onde falaram sobre suas experiências durante e após sua participação no programa. Também foram exibidos depoimentos de familiares dos demitidos. Pouco depois, Samara e Rodrigo Solano foram convocados para o anúncio da última tarefa e formação das equipes.
- Equipes finais: A equipe de Rodrigo Solano foi formada por Conrado, Ailton, Renata, Nathália Tiburtino, Natália Nohra, Pan e Danny. A equipe de Samara foi composta por Rodrigo Spohr, Ramon, Alessandra, Aimée, Marília, Gabriela e Caio.

### Episódio final (08-06-2010)
- Objetivo da tarefa: Organização de um rally universitário representando a marca Fiat em cidades no interior de São Paulo.
- Resultados: Em todos os quesitos da prova, Samara foi superior.
- Contratada: Samara, por possuir um perfil mais próximo do procurado por Doria.
- Demitido: Rodrigo Solano, por ter um perfil menos desejado.
- Observações:
  - Quando questionados sobre quem merecia ganhar o programa, onze candidatos preferiram Solano. Apenas Gabriela, Conrado e Alessandra optaram por Samara.
  - Samara foi a primeira vencedora de O Aprendiz a conquistar três lideranças vitoriosas, feito repetido por Renata Tolentino em Aprendiz - O Retorno.

## Resultados
| Candidato (a)                     | Equipe     | Equipe     | Equipe     | Equipe     | Equipe      | Equipe      | Resultado               | Recorde como líder                                             |
| Candidato (a)                     | Episódio 1 | Episódio 3 | Episódio 4 | Episódio 9 | Episódio 11 | Episódio 13 | Resultado               | Recorde como líder                                             |
| --------------------------------- | ---------- | ---------- | ---------- | ---------- | ----------- | ----------- | ----------------------- | -------------------------------------------------------------- |
| Samara Schuch Bueno               | Up         | Up         | Up         | Up         | Avant       | Up          | Contratada              | 3–1 (vitória nos episódios 4, 10 e 12, derrota no episódio 13) |
| Rodrigo Solano Santos             | Avant      | Avant      | Up         | Up         | Up          | Avant       | Demitido na Final       | 1–1 (vitória no episódio 11, derrota no episódio 7)            |
| Gabriela Gaspari da Costa         | Up         | Up         | Up         | Avant      | Avant       | Avant       | Demitida no episódio 14 | 1–2 (vitória no episódio 13, derrota nos episódios 3 e 9)      |
| Caio Delforno de Carvalho         | Up         | Up         | Up         | Up         | Up          | Up          | Demitido no episódio 13 | 2–1 (vitória nos episódios 2 e 8, derrota no episódio 12)      |
| Ramon Ronê Duarte de Carvalho     | Avant      | Avant      | Avant      | Up         | Up          |             | Demitido no episódio 12 | 2–0 (vitória nos episódios 3 e 9)                              |
| Nathália Régia Tiburtino da Silva | Avant      | Avant      | Avant      | Avant      | Avant       |             | Demitida no episódio 11 | 0–2 (derrota nos episódios 8 e 11)                             |
| Alessandra Silveira Silva         | Up         | Avant      | Avant      | Avant      |             |             | Demitida no episódio 10 | 1–1 (vitória no episódio 5, derrota no episódio 10)            |
| Danny Jozsef                      | Up         | Avant      | Avant      | Avant      |             |             | Demitido no episódio 9  | 0–1 (derrota no episódio 6)                                    |
| Rodrigo Neujahr Spohr             | Up         | Avant      | Avant      |            |             |             | Demitido no episódio 8  | 1–0 (vitória no episódio 7)                                    |
| Aimée Isabella de Souza Mendes    | Avant      | Up         | Up         |            |             |             | Demitida no episódio 7  | 1–0 (vitória no episódio 6)                                    |
| Conrado Almeida de Alcântara      | Up         | Up         | Up         |            |             |             | Demitido no episódio 5  | 0–1 (derrota no episódio 5)                                    |
| Natália Bueno Amador Nohra        | Avant      | Avant      | Avant      |            |             |             | Demitida no episódio 4  | 0–1 (derrota no episódio 4)                                    |
| Pan Chenxiang                     | Avant      | Up         |            |            |             |             | Demitido no episódio 3  | 1–0 (vitória no episódio 1)                                    |
| Marília Cristina Bonízio          | Avant      |            |            |            |             |             | Demitida no episódio 2  | 0–1 (derrota no episódio 2)                                    |
| Ailton Alves Pereira Junior       | Avant      |            |            |            |             |             | Demitido no episódio 2  |                                                                |
| Renata de Oliveira Bacha          | Up         |            |            |            |             |             | Demitida no episódio 1  | 0–1 (derrota no episódio 1)                                    |